# 格倫斯費里 (愛達荷州)
格倫斯費里（英語：Glenns Ferry）是一個位於美國愛達荷州埃爾莫爾縣的城市。

## 地理
格倫斯費里的座標為42°57′07″N 115°18′04″W / 42.95194°N 115.30111°W，而該地的平均海拔高度為783米（即2569英尺）。

## 人口
根據2010年美國人口普查的數據，格倫斯費里的面積為5.14平方千米，當中陸地面積為5.07平方千米，而水域面積為0.07平方千米。當地共有人口1319人，而人口密度為每平方千米256.61人。